# Воробьиная оратория
«Воробьиная оратория» (англ. Sparrow Oratorium) — музыкальный альбом Сергея Курёхина, выпущенный в 1993 году. В связи с тем, что первые четыре из шести композиций альбома носят названия времён года, альбом известен также как «Воробьиная оратория: четыре времени года» (англ. Sparrow Oratorium: Four Seasons). Переиздан в России в 2000 году.

## История создания
Импульсом для создания «Воробьиной оратории» стало знакомство Сергея Курёхина с норвежским экологом Йоном Мелбаи, чья компания «Sparrow International» запланировала целую серию акций в поддержку воробьёв.
В рамках этого проекта Курёхин решил аранжировать целую ораторию и пригласил на студию «Ленфильма» множество известных российских музыкантов-инструменталистов. (Параллельно он там же записывал саундтрек к фильму «Над тёмной водой».) Зимой 1993 года запись была завершена, и оставалось найти вокалистку. Первоначально музыкант планировал пригласить на эту роль девушек из группы «Колибри», но из-за ссоры с Натальей Пивоваровой эти планы не осуществились. Случайно став свидетелем джем-сейшна гитариста Александра Ляпина и певиц Марины Капуро и Татьяны Капуро, Курёхин предлагает Марине Капуро исполнить вокальные партии на несуществующем «воробьином языке»: при этом нот для партии не существовало, однако Курёхин лично напел их Капуро. На создание «птичьего языка» Курёхина сподвигло чтение им фундаментальной книги «Основы фонологии» выдающегося русского лингвиста Николая Трубецкого.
В результате в альбом вошло шесть композиций, вокальные партии на большинстве из них были исполнены Мариной Капуро. Автором музыки и аранжировок всех композиций был Сергей Курёхин. Первый трек альбома, «Зима» с вокалом оперной певией Ольгой Кондиной, был написан Курёхиным ещё во время работы над саундтреком к фильму «Господин оформитель» под названием «Донна Анна» (позже он вошёл и в другие альбомы музыканта, в том числе «Опера богатых»).
Весной 1993 года альбом был готов и выпущен на компакт-диске, что в то время ещё было редкостью. Презентации прошли в апреле в Осло и в мае в Санкт-Петербурге. Акция в концертном зале «Октябрьский» состоялась 28 мая и носила название «Воробьиная оратория: времена года». В начале вечера Курёхин в чёрном костюме изложил зрителям свою теорию, согласно которой Санкт-Петербург является «Новой Атлантидой» и в ближайшие десять лет будет полностью затоплен водой — виден будет только шпиль Петропавловской крепости, а остальные достопримечательности можно будет наблюдать в водолазных костюмах. Вячеслав Полунин вспоминал о том, что в постановке «Воробьиной оратории» в «Октябрьском» приняли участие созданное в рамках театра «Лицедеи» трио «Мумиё» (Лейкин, Кефт, Адасинский), а также Кола Бельды, Эдуард Хиль, Борис Штоколов, Краснознаменный оркестр, хор ветеранов и театр экспериментальной моды. По другим данным, музыку исполнял большой симфонический оркестр, актёр Семён Фурман читал стихи Есенина, балерины танцевали без музыки, а будущие герои телесериала «Менты» дефилировали с пылесосами. Съёмка концерта велась с шести камер и впоследствии демонстрировалась в программе «Пятое колесо».
По некоторым сведениям, исполнение произведения в России планировалось также осенью 1993 года, однако до него не дошло дело, поскольку в Москве произошёл путч.
В 2000 году Фонд Сергея Курёхина провёл презентацию переиздания компакт-диска «Воробьиной оратории». Этот диск отличается дизайном: в нём использована обложка Марины Волковой.
17 апреля 2018 года, на церемонии вручения Премии им. Сергея Курёхина в области современного искусства за 2017 год, в БДТ им. Товстоногова состоялась премьера балетной постановки «Воробьиное озеро», в которой использованы части «Лето» и «Осень» из «Воробьиной оратории», а также произведения «Реквием» и «Трагедия в стиле минимализм».

## Список композиций
1. Зима (3:53)
2. Весна (9:17)
3. Лето (11:40)
4. Осень (8:00)
5. Зимняя воробьиная песня (5:32)
6. Воробьиные поля навсегда (6:10)

- Музыка и аранжировки — Сергей Курёхин
- Воробьиный язык — Сергей Курёхин

## Исполнители
В записи принимали участие:
- Сергей Курёхин — клавишные (1-6), вокал (3)
- Марина Капуро — вокал (2-6)
- Ольга Кондина — вокал (1)
- Юрий Каспарян — гитара (1)
- Георгий Гурьянов — программирование барабанов (1)
- Вячеслав Гайворонский — тромбон (2)
- Михаил Костюшкин — тенор-саксофон (2-4)
- Святослав Курашов — гитара (2, 6)
- Михаил Гартванг — виолончель (2)
- Александр Ляпин — гитара (3)
- Виталий Федько — виолончель, маленькие народные инструменты (3)
- Дмитрий Месхиев — соло на маленьких народных инструментах (4)
- Валерий Дудкин — гитара (5)
- Александр Титов — бас (5)
- Юрий Николаев — перкуссия (6)
- Владимир Волков — акустический бас (6)
- Звукоинженеры Александр Груздев (1), Михаил Шемаров и Михаил Насонкин
- Микширование и мастеринг — Юрий Морозов

## Критика
Андрей Бурлака называет «Воробьиную ораторию» «одной из наиболее ярких, зрелых, художественно совершенных и законченных работ музыканта».
Николай Овчинников пишет о том, что в этом произведении «новая волна встречается с оперой, а резкий гитарный скрежет приобретает симфоническую стать»:

«Воробьиная оратория» постепенно раскрывается как памятник жизни, в которой особый ритм и особые рифмы: не музыкальные, а временные, как сезоны сменяют друг друга. Это, следуя словам той же Капуро, «какофония жизни», где синтезаторная машинерия сталкивается с птичьим щебетом.

Он называет «Воробьиную ораторию» образцом «то ли пост-, то ли протомузыки»: «Смешались языки и стили и породили новый язык и стиль, на котором умел говорить только один человек».
По мнению Киры Верниковой, в произведении присутствует «хрустальная печаль, холодный минимализм красок: всё придуманное, не настоящее и не человечное. В тексте автор объясняется на им самим сочиненном птичьем языке — наборе гладко поющихся слогов. Это якобы смесь латинских, русских и украинских фонем». Аналогично, Инна Ткаченко говорит о том, что «Воробьиная оратория» «грустна от осознания неизбежной гибели. В музыкальном же строе её чириканье сочетается с характерными звуками славянской фонетики».
Отмечалось, что в музыке оратории улавливаются реминисценции из «Времён года» Вивальди и Чайковского.